# Norsefire

Logo di Norsefire

Bandiera di Norsefire

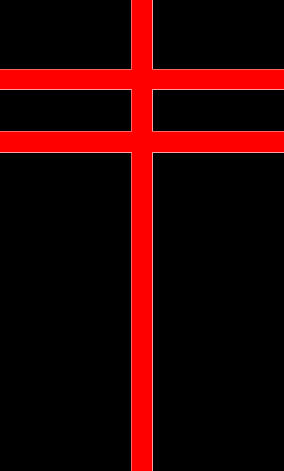
Insegne di Norsefire

Il Norsefire (in italiano: fuoco norreno) è un partito politico britannico immaginario di estrema destra, presente nella grafic novel di Alan Moore e David Lloyd V for Vendetta. L'ideologia da esso portato avanti presenta notevoli ed esplicite somiglianze con il nazismo.

## Ideologia
Le connotazioni del regime hanno dei chiari riferimenti ai modelli della politica totalitaria estremista, con mezzi di comunicazione controllati dal governo, corpi di polizia segreta, campi di concentramento per minoranze discriminate dal punto di vista razziale e sessuale, prediligendo una razza bianca pura e senza "vizi" o "malati". Qualsiasi tipo di obiezione o sommossa è repressa con la forza e nel sangue.

## Organizzazione
Il Norsefire ha una precisa gerarchia, al cui vertice vi è Il Leader, la massima autorità del partito. Nel fumetto, il leader è il misterioso e solitario Adam Susan. Nel film a svolgere tale funzione é invece l'Alto Cancelliere Adam Sutler, estremista cristiano ed ambizioso politico che prima di fondare Norsefire era appartenuto al Partito Conservatore ed aveva ricoperto la carica di Sottosegretario alla Difesa. 
Sotto il Leader vi è La Testa, ossia le varie sezioni di sicurezza e propaganda, ognuna con un responsabile. La testa è composta da:
- Orecchio: responsabile della sorveglianza dei microfoni e microspie, che ascolta tutte le conversazioni e individua le potenziali minacce. Ha sede nella torre dell'ufficio postale di Londra. L'attuale capo è Brian Hetheridge.
- Occhio: addetto alla sorveglianza visiva con telecamere sparse per la città, messe con la scusa della "sicurezza cittadina". L'attuale capo è Conrad Heyer.
- Bocca: l'organo che si occupa della propaganda e della diffusione delle informazioni fornitegli dal partito compresi i fatti contraffatti e modificati in modo da non danneggiarne l'immagine. Ha sede nella Jordan Tower e controlla i media televisivi e radiofonici. Il precedente capo era Roger Dascombe, prima di morire per mano della polizia che credeva fosse V, ma non si conosce il nome del successore.
- Naso: si tratta delle normali forze di polizia, cui è stato dato il compito di localizzare e fermare il terrorista V. Gli agenti sono conosciuti anche come la Mano. La loro sede è a Scotland Yard. L'attuale capo è Eric Finch.

Parallelamente al Naso vi è il Dito, ossia la polizia segreta, incaricata di indagare e eliminare qualsiasi tipo di minaccia al partito, a cui è inoltre data massima libertà, risultando spesso criminali e corrotti a causa del loro senso di impunità.
Infine, ma non meno importante, vi è il Fato, un supercomputer e rete virtuale con cui viene amministrata la politica e che istruisce, nel modo consono al partito, le informazioni e i programmi alla Testa e non solo (il vescovo Lilliman ammette con il suo domestico che il sermone gli è stato inviato proprio dal Fato, o comunque modificato da esso per includere alcune cose). Il Naso ne fa uso in quanto molte informazioni utili alle indagini sono registrate in esso (eccetto i crimini del partito stesso come i campi di concentramento).